# Tratado de Margo
O Tratado de Margo (em latim: Margus) foi um tratado entre o Império Huno e o Império Romano do Oriente, assinado em 435 EC em Margo, na Mésia Superior (atual Požarevac, na Sérvia). Foi assinado pelo cônsul romano Plinta.
Entre outras estipulações, o tratado dobrou os tributos anuais que os romanos concordaram em pagar em um tratado anterior, de 350 libras de ouro para setecentas libras de ouro por ano, e também estipulou que os romanos não entrariam em alianças com inimigos dos hunos e que eles devolveriam todos refugiados hunos em seu território. 
Quando os romanos violaram o tratado em 440, Bleda e Átila atacaram Castra Constância (Szentendre, na Hungria), uma fortaleza e mercado romanos às margens do Danúbio.